# 埃斯唐
埃斯唐（法語：Estang，法語發音：[ɛstɑ̃]）是法国热尔省的一个市镇，位于该省西北部，属于孔东区。

## 地理
埃斯唐（43°51'58"N, 0°6'27"W）面积22.51 平方千米，位于法国奧克西塔尼大區热尔省，该省份为法国西南部内陆省份，北起顺时针与洛特-加龙省、塔恩-加龙省、上加龙省、上比利牛斯省、大西洋比利牛斯省和朗德省接壤。
与埃斯唐接壤的市镇（或旧市镇、城区）包括：卡斯泰克斯-达马尼亚克、利亚斯达马尼亚克、莫莱翁达马尼亚克、莫帕、蒙克拉尔、庞雅。

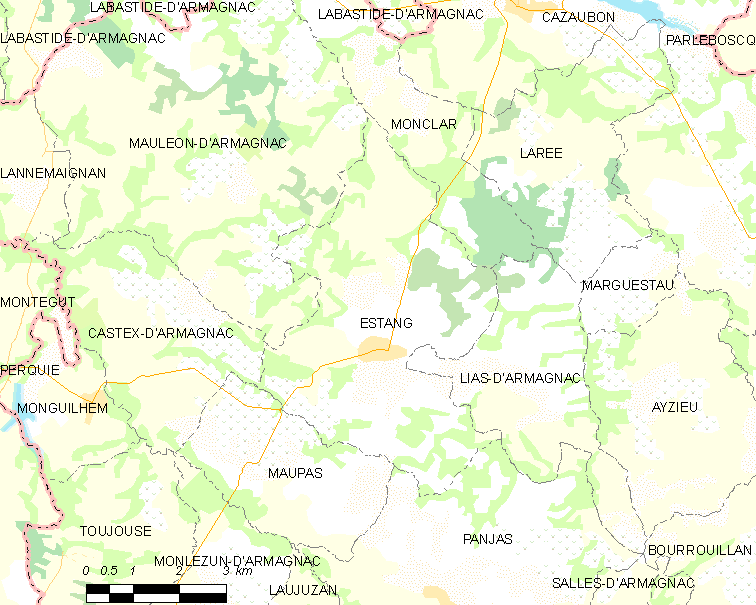
埃斯唐的OSM定位图

埃斯唐的时区为UTC+01:00、UTC+02:00（夏令时）。

## 行政
埃斯唐的邮政编码为32240，INSEE市镇编码为32127。

## 政治
埃斯唐所属的省级选区为大下阿马尼亚克县。

## 人口

1962-2008年间埃斯唐人口变化图示

埃斯唐于2022年1月1日时的人口数量为664人。